# Condado de Blois
El condado de Blois, a veces referido en francés antiguo como condado de Bles, era un condado originalmente centrado en Blois, al sur de París, Francia. Fue creado después de la conquista de la Galia Romana por el rey Clodoveo I en torno al año 500. Fue uno de los más poderosos del reino de Francia entre los siglos VIII y XIII, tras haber conseguido rodear el dominio real de los Capetos al integrar la Champaña. También tiene fuertes lazos con la historia de Navarra, cuyo rey Teobaldo I fue el bisnieto del conde Teobaldo IV de Blois.
Desde su creación hasta 1498, el condado fue dirigido por condes sin discontinuidad, a veces acumulando varios títulos más o menos importantes, u otras veces delegando su tarea en vizcondes. Existió hasta su incorporación definitiva al reino en 1660, cuando murió del duque Gastón de Orleans, último conde titular de Blois.

## Historia

### Edad Antigua
Desde el siglo I al V, los alrededores de Blois dependían del oppidum carnuto de Autricum (actual ciudad de Chartres), dentro de la provincia de la Galia Lionesa IV. En aquella época, Blois era efectivamente una pequeña ciudad que se desarrollaba en torno a una fortaleza construida por los romanos, llamada Castrum Blesense, y estaba administrada por un cónsul romano. La zona circundante recibió el nombre de pagus Blesensi.
En el año 410, el caudillo bretón Ivomadus habría conquistado tanto Blois como Chartres al derrotar al cónsul de turno, un tal Odo, probablemente de origen germánico, para luego establecer un estado independiente, el Reino de Blois, dentro del Imperio, bajo un emperador Honorio ya debilitado por las repetidas incursiones bárbaras. Esta entidad, mal conocida por los historiadores, pareció mantenerse independiente durante casi un siglo, resistiendo la invasión del Reino visigodo de Tolosa, pero finalmente la conquistó el rey franco Clodoveo I entre 481 y 491.

### Un primer condado franco

Escudo original de los condes de Blois.

Escudo posterior de los condes de Blois.

Desde este momento, los francos salios establecieron un primer condado llamado Comitatui blesensi, cuya capital ya era Blois, en la orilla derecha del río Loira. Sin embargo, no se conocen la identidad de los condes de aquella época.
A la muerte del rey Clotario I, el condado se adscribió políticamente al reino de Orleans y pasó a manos de su hijo mayor Gontrán, hasta el año 592, cuando las regiones vecinas fueron transferidas a su hermano Cariberto, coronado rey de París (cuyo territorio incluía Chartres y Tours).
En el plano religioso, la diócesis de Blois siguió dependiendo del obispado de Chartres. Esta decisión la tomaron los primeros reyes francos para mantener al clero de Chartres alejado de la política y de la gestión del dominio.
Durante este período, Blois era gobernada por uno de los siete mayordomos de palacio del reino cuya misión era elegir a un noble franco para elevarlo a conde. El nombre del conde elegido no ha llegado hasta nosotros, pero se dice que estalló una guerra civil en la zona, en la que los de Blois se unieron a los de Orleans contra los de Châteaudun aliados con los Carnutes.
No obstante, el condado parece haber sido administrado directamente por los condes de Orleans, cuyo gobernante más antiguo conocido, Adriano de Orleans (muerto antes de 821), se dice que provendría de la familia de Anglachgau. Su familia estaba muy unida a los Capetos desde que Carlomagno se había casado en 771 con Hildegarda, hermana de Adriano e hija del conde Geroldo de Anglachgau (c. 730-784), que se cree que se estableció en algún lugar entre Blois y Chartres.

### La fundación del primer condado de Blois (832-c.900)
El título de conde de Blois lo creó oficialmente el rey Ludovico Pío en el año 832 para el hijo de Adriano, Guillermo, como vasallo del conde de Orleans. Guillermo se alió con el rey Pipino I de Aquitania para recuperar su reino, que había sido ofrecido a su hermanastro Carlos II, pero perdió la vida durante la operación. Así la hija que le quedaba a Adriano habría pasado el control de sus condados a su marido a modo de dote. En virtud de su dote, se dice que la hija restante de Adriano pasó el control de sus condados a su supuesto hijo, Roberto el Fuerte, pasándole efectivamente los derechos de los condados de Blois, pero también de Orleans, Anjou, Auxerre y Nevers.
Durante la Marca bretona, Roberto, entonces conde de Blois, fue nombrado marqués en 861, pero conservó sus derechos sobre el país blesiano. Este último murió en 866 y legó sus títulos a su antiguo enemigo, el conde de París, Hugo el Abad, que crio a los dos hijos de Roberto. Entre ellos, el joven Roberto I acabó suceder a su hermano mayor Odón, acumulando los cargos de rey de los Francos, marqués de Neustria, conde de París y conde de Blois.
Mientras tanto, la región fue saqueada e incendiada varias veces por el caudillo vikingo Hastein: en el 851, en el 854 y entre el 856 y el 857,. Regresó en 882, antes de dirigirse a Chartres, donde se sometió al rey Luis III y se hizo su vasallo. Así nació un nuevo condado al norte de Blois: el de Chartres.

### Descenso a la categoría de vizcondado
Hacia el 900, el rey Roberto I decidió delegar la administración de un país blesiano más autónomo en un vizconde. Habría elegido para sustituirle a un tal Garnegaud o Eudes de Chartres, descendiente del conde Guillermo de Orleans, que habría heredado el condado de Chartres que su hermano había comprado a Hastein en 886, pero éste murió en 906. Roberto dejó el condado hasta su muerte en 923, y le sucedió en sus honores su hijo Hugo el Grande. Blois permaneció en el dominio de los Robertinos hasta 940, cuando el rey Hugo ofreció el vizcondado a Teobaldo el Anciano, posible hijo del anterior vizconde, Garnegaud. Teobaldo ya había sido nombrado vizconde de Tours en 909 en sucesión de Fulco I de Anjou que había sido trasladado hacia Nantes por orden del rey. En 941, siguió los pasos de su soberano ofreciendo el vizcondado de Tours a su hijo, Teobaldo I, quien había servido como regente al duque Drogo de Bretaña. Teobaldo el Anciano pasó el resto de su vida en Blois hasta su muerte en 943. Su hijo recuperó los derechos sobre el país blesiano.

### Un segundo condadotibaldiano

En marrón, en condado de Blois-Champaña sobre el 1070

Tal como su padre, Teobaldo I se quedó políticamente cerca de los Robertinos y, por consiguiente, de Hugo el Grande. Aún había un tiempo en el que el rey de los Francos era tío de Teobaldo por parte de su tía materna, Rohaut del Maine. Su reinado al ser vizconde fue bastante calma hasta que murió el rey en el 956. Se designó a su hijo natural, Hugo Capeto, como heredero del trono pero Teobaldo rehusó reconocer la legitimidad de un rey tan joven (tenía 15 años), aunque también porque la madre de Hugo Capeto era la tercera esposa de Hugo el Grande, y no Rohaut. En este contexto, Teobaldo declaró independencia ante el rey al proclamarse "conde de Blois y Tours" dos años después, por lo que ganó el apodo de "Teobaldo el Tramposo".
En el 958, Teobaldo se reunió son su cuñado, el conde Fulco II de Anjou, con el que era nuevamente aliado desde que falleció el último rey de Bretaña. Ambos llegaron a describirse a sí mismos como "gobernador y administrador del reino de Neustria" y comites Dei gratia ("condes por la gracia de Dios"), y no a un suzerano. Desde el 960, Teobaldo se acercó al rival carolingio del rey, Lotario II, y afirmó su influencia local al extender su territorio hacia Bourges, Chartres y Tours. Por lo tanto, seguía tratando con ambas cortes, tanto con los duques como los reyes.

En azul, los aliados del conde de Blois en 1154 cuando falleció el rey Esteban de Inglaterra

En 1019, el conde Odón II, nieto de Teobaldo I, continuó las conquistas de su abuelo al integrar el condado de Meaux y luego el de Troyes en 1023. Cuando falleció en 1037, sus territorios fueron separados hasta 1063 cuando su hijo Teobaldo III reunió el conjunto bleso-champañés. Su hermana Berta se hizo duquesa consorte de Bretaña a través de su matrimonio con Alano III.
También fue durante el siglo XI cuando los condes encargaron a los monjes de Marmoutier que despejasen el bosque de los Blémars, que se consideraba como difícil obstáculo entre el país blesiano y la Gastina turonense. Teobaldo III incluso se negó a jurar lealtad al rey Enrique I, lo que le costó la pérdida definitiva del condado de Tours en 1044 tras la batalla de Nouy contra la casa de Anjou. Así empezó la rivalidad entre los Blois y Anjou, casi tres siglos antes de que se inició la guerra de los Cien Años. En 1145, el vasallo de los Anjou, Sulpicio II de Amboise, atacó la fortaleza de Bury, que los condes había construido al entrar en el bosque de Blois.
Sin embargo, los condados de Blois y Champaña volvieron a estar unidos hasta 1152 cuando Teobaldo IV legó Champaña a su hijo mayor, Enrique I, y Blois a su hijo menor, Teobaldo V.
Mientras tanto, en 1135, Esteban, hermano menor del conde Teobaldo IV, se convirtió en rey de Inglaterra y duque de Normandía hasta su muerte en 1154. Sin embargo, sus derechos no se transmitieron a sus descendientes, ya que Esteban los "devolvió" al hijo de Matilde de Inglaterra, a saber, el conde de Anjou, Enrique II, de los Plantagenet.
En 1171, Blois fue una de las primeras ciudades de Europa en acusar a sus judíos de crímenes rituales tras la inexplicable desaparición de un niño cristiano. Por orden del conde Teobaldo V, entre 30 y 35 judíos (entre una comunidad de unos 130) fueron quemados vivos el 26 de mayo de 1171 cerca de las horcas.
El condado permaneció en la familia tibaldiana, pero en la rama más joven de Avesnes de 1230 a 1241 bajo la condesa María, luego en la de Blois-Châtillon hasta 1397. Carlos de Blois, hijo del conde Guido I, se casó con Juana de Penthièvre, sucesora a su padre Juan III de Bretaña; juntos fueron los principales protagonistas en la Guerra de Sucesión Bretona.  Esta rama de la familia hizo perder influencia a la condad, que se dejó sentir en el control de los territorios incluidos en el condado. En plena Guerra de los Cien Años, el condado quedó limitado a la zona comprendida entre las castellanías de Vendôme, Beaugency y Valençay. Sin embargo, en 1356, el conde Luis I de Blois-Châtillon consiguió rechazar al inglés Eduardo de Woodstock, entonces príncipe de Gales, que había venido a atacar Blois, después de que éste se hubiera apoderado de Romorantin, en el sur del condado.
Al morir su hijo único en 1391, Guido II vendió todas sus propiedades por 200.000 francos de oro al duque Luis de Valois y la condad se transferió a la casa real de Francia.

### El nuevo feudo de la casa de Valois
La transferencia del condado al segundo hijo del rey Carlos V por el conde Guido II condujo a la integración de Blois en el ducado de Orleans en 1397 pero los duques siguieron acumulando el título de condes. No obstante, ya que Orleans no tenía castillo, el castillo de Blois se convirtió en la residencia oficial de los duques aunque en realidad los duques se sentaban en la corte del rey, que entonces se encontraba en el castillo del Louvre, en París.

En azul, el reino de Francia en 1477

A pesar de su proximidad al frente atlántico, el condado estuvo en el centro de la Guerra de los Cien Años, que enfrentó a los Plantagenet con el rey de Francia. Por ejemplo, el duque Carlos I de Orleans, capturado tras la batalla de Azincourt en 1415, no fue liberado antes del 1444. Su hermano Juan, entonces señor de Romorantin y Millançay, protegió Blois cuando la ciudad estaba rodeada por los ingleses. Se convirtió en compañero de armas de Juana de Arco que se quedó en Blois para aprovisionarse y liberar así a Orleans, ocupada por los ingleses, a finales de abril de 1429. En 1439, el área alrededor de Châteaudun en el norte de Blois fue separado para Juan, quien fue dado el título Conde de Dunois. A su regreso, el duque Carlos se esforzó por reunir en Blois a numerosos artistas, todos ellos rechazados por la corte de Luis XI.
Aunque se transmitió como una prerrogativa dentro de la Casa de Valois las condades de Blois y Orleans no entraron formalmente en el dominio real antes de 1498 cuando se proclamó rey de Francia a Luis XII. Como duque de Orleans (como Luis II) desde 1465 hasta su coronación, Luis XII conservó su título de conde de Blois y ahí estableció su corte.

### El feudo del Renacimiento francés
Desde 1498 y la coronación de Luis XII, el condado se anexionó progresivamente al dominio real mediante el ducado de Orleans, tradicionalmente ofrecido al heredero al trono. Sin embargo, al no tener ningún hijo con la reina Ana de Bretaña, el rey siguió disfrutando del usufructo del condado después de 1498. Además, al instalar su corte en Blois, Luis XII no sólo invitó a los nobles del reino a las orillas del Loira, sino que convirtió el país blesiano en la cuna del Renacimiento francés. El condado se enriqueció considerablemente, atrayendo a numerosas personalidades del extranjero (entre ellas Leonardo da Vinci y Catalina de Médici), y se construyó un nuevo castillo en Blois para consolidar su creciente importancia diplomática. Los tratados de Blois se firmaron allí en 1504, con el objetivo de poner fin a las guerras italianas mediante un matrimonio entre la hija mayor de Luis XII, la princesa Claudia, y el duque de Luxemburgo, que no era otro que el futuro Carlos I de España. Sin embargo, Luis XII concedió finalmente la mano de su hija al joven Francisco de Valois-Angoulême, para gran disgusto de la reina Ana de Bretaña.
A la muerte de la reina en 1514, Luis XII confió el condado de Blois a su hija Claudia, más interesada en la religión que en la política, en lugar del ducado de Bretaña. El rey blesiano murió el año siguiente y, en 1516, el nuevo Francisco I encargó a Leonardo da Vinci el diseño de una ciudad ideal, una "nueva Roma" -Romorantin-, pero el proyecto quedó abortado tras la muerte del italiano en 1519. A cambio, se inició la construcción de un enorme castillo de caza en el bosque de Buloña, en el corazón de la Soloña, cerca del castillo de Montfrault construido bajo los condes en el siglo X. Duraron las obras casi 25 años, es decir, casi todo el reinado de Francisco hasta 1544 . Más tarde, otro soberano tomó el mismo tipo de decisión al convertir un pabellón de caza en un suntuoso palacio: Luis XIV. No obstante, si el Rey Sol quiso abandonar la capital en su momento, Francisco I dejó el país blesiano poco después de que falleció du esposa, la reina Claudia, en 1524, para instalar su corte más cerca de París, en Fontainebleau . Es importante señalar que Francisco I no recibió el título de conde de su viuda, sino que su segundo hijo, el duque Enrique de Valois, heredó el usufructo. En el momento de su coronación como Enrique II en 1547 integraría finalmente el país blesiano en el dominio real.

### Integración en el dominio real
Aunque su padre ya había reunido la mayor parte de los pisos reales en las afueras de París, Enrique II y su esposa Catalina de Médici pasaban varios meses al año en Blois, principalmente en invierno.
Tras la muerte de Enrique II y al estallar las guerras de Religión, la reina madre entabló diálogos con representantes protestantes en el castillo de Blois, como el almirante Gaspar de Coligny en 1563, o la reina de Navarra, la duquesa de Chartres y el príncipe de Condé en 1565. Su hijo, el rey Enrique III, eligió la ciudad de Blois para la convocatoria de los Estados Generales, primero en 1576-1577, lo que dio lugar a la Ordenanza de Blois de 1579, y después en 1588-1589, que estuvo marcada por el asesinato del duque de Guisa. Mientras tanto, en 1581, el rey concedió la construcción de un colegio, lo que dio lugar al colegio real del que el complejo escolar Augustin-Thierry es el legado contemporáneo.
En 1626, el duque Gastón de Anjou, tercer hijo del rey Enrique IV, se casa con la rica duquesa de Montpensier, María de Borbón, como lo exigió el cardenal Richelieu. Recibió así los ducados de Orleans y Chartres por infantazgo, así como Blois, que fue elevado de nuevo a condado independiente. Su reinado estuvo marcado por su motivación para renovar numerosos castillos de la Soloña. Tras la Fronda, Gastón de Orleans, como llegó a ser conocido, fue destinado al castillo de Blois a partir de 1652 y murió en 1660 en su nueva residencia de Vienne. Según la tradición de infantazgo, sus títulos fueron transferidos a Felipe de Orleans, hermano menor de Luis XIV, pero éste decidió no concederle Blois. Por tanto, el condado volvió a quedar adscrito al dominio real.
Desde entonces, el país blesiano ya no depende directamente del ducado de Orleans, sino que permanece adscrita administrativamente a la provincia de Orleans.

### Continuidad
Tras la Revolución francesa, en 1790 se creó el departamento de Loir y Cher, siguiendo más o menos las últimas fronteras del condado, incluidos los cantones de Vendôme y Romorantin.

## Gobernantes del condado de Blois
| Retrato | Nombre                                           | Período                      | Otros títulos | Comentarios | Etapa                               | Época                                  |
| ------- | ------------------------------------------------ | ---------------------------- | --- | --- | ----------------------------------- | -------------------------------------- |
|         | Guillermo de Orleans († 834)                     | 832-834 (2 años)             | Ninguno | Siendo hijo de Adriano, el conde de Orleans, fue investido con el título de primer conde de Blois por el rey Ludovico Pío. Habría sido vasallo de su padre. Dos años después, en 834, se alió con el rey Pipino I de Aquitania para que éste pudiera recuperar su reino, que había sido ofrecido a su hermanastro Carlos II . La misión tuvo éxito, pero Guillermo murió sin descendencia. Su hermano Odón fue designado para sucederle, pero ambos murieron el mismo día. | Primer condado de Blois (832-c.900) | Primer condado de Blois (832-c.900)    |
|         | Roberto el Fuerte (c.815 - sept. 866)            | 834-866 (32 años)            | • Marqués de Neustria • Conde de Orleans • Conde de Tours • Conde de Anjou • Conde de Auxerre • Conde de Nevers                                                            | Supuesto hijo de Roberto III de Hesbaye y de Waldrade, la última hija del conde Adriano, que habría heredado el condado como dote tras la muerte de sus dos hermanos y de su marido en la guerra contra Carlos II. Heredó el condado de Orleans hacia 860 tras la caída del conde Guillermo, tío del anterior y conde de Orleans. | Primer condado de Blois (832-c.900) | Primer condado de Blois (832-c.900)    |
|         | Hugo el Abad († 886)                             | 866-886 (20 años)            | • Marqués de Neustria • Conde de París • Conde de Orleans • Conde de Tours • Conde de Anjou • Conde de Auxerre • Conde de Nevers                                           | Hijo de Conrado I de Borgoña y de Adelaida de Tours, fue enemigo acérrimo de Roberto el Fuerte antes de su muerte, pero heredó sus bienes y crio a los dos hijos huérfanos de Roberto, los futuros reyes Odón y Roberto I. | Primer condado de Blois (832-c.900) | Primer condado de Blois (832-c.900)    |
|         | Eudes de Francia (u Odón) († 898)                | 886-888 (2 años)             | • Rey de los francos • Marqués de Neustria • Conde de París • Conde de Orleans • Conde de Tours • Conde de Anjou                                                           | Hijo mayor de Roberto el Fuerte, fue proclamado rey de los francos en 888. Decidió transmitir sus otros títulos a su hermano Roberto. | Primer condado de Blois (832-c.900) | Primer condado de Blois (832-c.900)    |
|         | Roberto I († 923)                                | 888-c.900                    | • Rey de los francos • Marqués de Neustria • Conde de París • Conde de Orleans • Conde de Tours                                                                            | Hermano menor del rey anterior, elegido rey a la muerte de éste en 898. Decidió delegar progresivamente la gestión de Turena, del ducado de Anjou y del país blesiano a vizcondes. | Primer condado de Blois (832-c.900) | Primer condado de Blois (832-c.900)    |
|         | Odón de Chartres († 906)                         | c.900-906                    | • Conde de Chartres | | Primer vizcondado (c. 900-906)      | Vizcondado de Blois (c. 900-958)       |
|         | Roberto I († 923)                                | 906-923 (17 años)            | • Rey de los francos • Marqués de Neustria • Conde de París • Conde de Orleans                                                                                             | | Vuelta al poder real (906-940)      | Vizcondado de Blois (c. 900-958)       |
|         | Hugo el Grande († 956)                           | 923-940 (17 años)            | • Duque de los Francos • Marqués de Neustria • Conde de París • Conde de Orleans                                                                                           | | Vuelta al poder real (906-940)      | Vizcondado de Blois (c. 900-958)       |
|         | Teobaldo el Anciano (c. 890-943)                 | 920-943 (23 años)            | • Vizconde de Tours | Posible hijo del vizconde Odón de Chartres, fue nombrado vizconde de Tours en 909 y luego vizconde de Blois en 940. | Segundo vizcondado (940-958)        | Vizcondado de Blois (c. 900-958)       |
|         | Teobaldo I (910-977)                             | 943-958 (vizconde) (15 años) | • Vizconde de Tours | Hijo de Teobaldo el Viejo y de Richilde. Inicialmente cercano al robertino Hugo el Grande, se le ofreció el vizcondado de Tours además de su herencia de Blois. Se dedicó a construir numerosas fortalezas en sus dominios. | Segundo vizcondado (940-958)        | Vizcondado de Blois (c. 900-958)       |
|         | Teobaldo I, el Tramposo (c. 910-977)             | 958-977 (conde) (21 años)    | • Conde de Turena • Conde de Chartres • Conde de Châteaudun • Conde de Provins • Señor de Chinon • Señor de Saumur                                                         | Después de la muerte de Hugo en 956, Teobald prefirió recurrir al rey carolingio Lotario II, y aprovechó la ocasión para convertirse en conde de Blois y Tours. Teobaldo continuó conquistando algunas de las tierras circundantes haciéndose señor de Vierzon, Sancerre, Chinon, Saumur, Beaugency y Provins. Se casó con Liutgarda de Vermandois. | Casa de Blois (958-1230)            | Segundo condado de Blois (c. 958-1547) |
|         | Odón I de Blois (c. 950-996)                     | 977-996 (19 años)            | • Conde de Turena • Conde de Chartres • Conde de Châteaudun • Conde de Provins • Conde de Reims • Conde de Beauvais • Conde de Dreux                                       | Hijo menor de Teobaldo I er y de Liutgarda. Se hizo cargo del condado tras la prematura muerte de su hermano mayor Teobaldo en Normandía. Atacó a Bouchard I de Vendôme aliado de Hugo Capeto, y tomó Melun. Acabó cambiando su alianza con Hugues por la cesión por parte de éste del condado de Dreux. Se casó con la carolingia Berta de Borgoña. | Casa de Blois (958-1230)            | Segundo condado de Blois (c. 958-1547) |
|         | Teobaldo II de Blois (c. 983-1004)               | 996-1004 (8 años)            | • Conde de Turena • Conde de Chartres • Conde de Châteaudun • Conde de Provins • Conde de Reims • Conde de Beauvais                                                        | Hijo mayor de Odón I, a quien sucedió bajo la regencia de su madre, Berta, que se volvió a casar con el rey franco Roberto II, quien reconquistó Tours, capturada por Fulco III de Anjou. Teobaldo murió de agotamiento cuando regresaba de Roma en 1004 a la edad de 19 años. | Casa de Blois (958-1230)            | Segundo condado de Blois (c. 958-1547) |
|         | Odón II de Blois, el Champañés (c. 985-1037)     | 996-1037 (41 años)           | • Conde de Turena • Conde de Chartres • Conde de Châteaudun • Conde de Provins • Conde de Reims • Conde de Beauvais • Conde de Sancerre • Conde de Meaux • Conde de Troyes | Hermano menor de Teobaldo II con quien coincidió en el reinado antes de sucederle. Entró en guerra con todos sus vecinos, se negó a devolver la dote matrimonial (la mitad de Dreux) a Ricardo II de Normandía. Continuó la guerra contra Fulco III, a quien finalmente conquistó, pero Odón fue a su vez derrotado en Pontlevoy por Herberto I de Maine. Heredó los condados de Troyes y de Meaux de su primo y forma por primera vez el conjunto bleso-champañés. También es hijo de Berta de Borgoña reclamó el Reino de Arlés después de 1032 pero fue derrotado cerca de Bar-le-Duc 5 años más tarde. | Casa de Blois (958-1230)            | Segundo condado de Blois (c. 958-1547) |
|         | Teobaldo III de Blois (c.1019-† 1089)            | 1037-1089 (52 años)          | • Conde de Turena • Conde de Chartres • Conde de Châteaudun • Conde de Provins • Conde de Sancerre • Conde de Meaux • Conde de Troyes • Señor de Château-Thierry           | Hijo mayor de Odón II, heredó el dominio del Loira, pero se negó a reconocer y pagar tributo al rey capecio Enrique I. Éste le "retiró" definitivamente el condado de Tours, que entregó a su aliado Godofredo IV de Anjou tras la batalla de Nouy. Reconstituyó el dominio paterno de bleso-champañés deshaciéndose de su sobrino Odón III, e instauró Champaña como condado proclamándose como Teobaldo I. Se casó con una hija del enemigo de su padre: Gersende de Maine. | Casa de Blois (958-1230)            | Segundo condado de Blois (c. 958-1547) |
|         | Esteban Enrique, o Esteban II (c. 1045-1102)     | 1089-1102 (13 años)          | • Conde de Chartres • Conde de Châteaudun • Conde de Provins • Conde de Sancerre • Conde de Meaux • Conde de Reims                                                         | Hijo mayor de Teobaldo III y Gersende, se casó con Adela de Normandía, hija del rey Guillermo I de Inglaterra. Bajo la influencia de su esposa, fue uno de los primeros señores en responder a la llamada del Papa Urbano II para la Primera Cruzada. Junto con otros barones, se deshonró abandonando el sitio de Antioquía pero encontró una muerte más honorable en la batalla de Ramla. | Casa de Blois (958-1230)            | Segundo condado de Blois (c. 958-1547) |
|         | Teobaldo IV el Grande (c. 1090-1152)             | 1102-1152 (50 años)          | • Conde de Chartres • Conde de Châteaudun • Conde de Troyes • Conde de Champaña • Señor de Sancerre                                                                        | Hijo menor de Esteban II y de Adela, gobernó bajo la regencia de su madre y después en solitario. Tuvo que hacer frente a los ataques de su vasallo Hugo III del Puiset. Heredó el condado de Champaña de su tío Hugo I que se había marchado a Tierra Santa. Los barones normandos le propusieron ser rey de Inglaterra. Le pidieron que se convirtiera en su duque, pero al final fue su hermano Esteban quien fue coronado rey en 1135. Hizo de Champaña un estado poderoso dentro del reino estableciendo las famosas ferias de Champaña. | Casa de Blois (958-1230)            | Segundo condado de Blois (c. 958-1547) |
|         | Teobaldo V de Blois (1130-1191)                  | 1152-1191 (39 años)          | • Conde de Chartres • Conde de Châteaudun | Heredó el condado de Blois de su padre. Intentó conquistar Vendôme y participó en la revuelta de Enrique el Joven para recuperar Tours. Se casó con Alix de Francia, hija del rey Luis VII. Se unió a la Tercera Cruzada con su sobrino Enrique II de Champaña pero fue asesinado en el sitio de San Juan de Acre en 1191. | Casa de Blois (958-1230)            | Segundo condado de Blois (c. 958-1547) |
|         | Luis de Blois (1171-1205)                        | 1191-1205 (14 años)          | • Conde de Chartres • Conde de Châteaudun • Duque de Nicea | Hijo menor de Teobaldo V, de quien heredó el condado de Blois. Se casó con Catalina de Clermont, heredera del condado de Clermont-en-Beauvaisis. Viajó a Oriente en el marco de la Cuarta Cruzada, donde fue investido duque de Nicea en 1204. Murió en la batalla de Adrianópolis el 14 de abril de 1205. | Casa de Blois (958-1230)            | Segundo condado de Blois (c. 958-1547) |
|         | Teobaldo VI de Blois (1190-1218)                 | 1205-1218 (13 años)          | Conde de Chartres • Conde de Châteaudun • Conde de Clermont | Hijo único de Luis, heredó el condado de Blois y Clermont por su madre. Contrajo lepra en España, y murió recluido en 1218 sin descendencia. Los condados de Blois, Chartres y Châteaudun fueron repartidos entre sus tías Margarita e Isabel. | Casa de Blois (958-1230)            | Segundo condado de Blois (c. 958-1547) |
|         | Margarita, condesa de Blois (1170-1230)          | 1218-1230 (12 años)          | • Condesa de Châteaudun | Hija del conde Teobaldo V y de la princesa Alix, hereda los condados de Blois y Dunois a la muerte de su sobrino Teobaldo VI. Casada con el señor Walter II de Avesnes transmitió a sus descendientes el condado tradicional de los Tibaldianos. | Casa de Blois (958-1230)            | Segundo condado de Blois (c. 958-1547) |
|         | María de Avesnes (c. 1200-1241)                  | 1230-1241 (11 años)          | • Condesa de Châteaudun • Señora de Avesnes • Señora de Bohain • Señora de Guisa                                                                                           | Hija de Margarita y de Walter II de Avesnes, hereda todos los bienes de sus padres y se convierte así en condesa de Blois y Châteaudun, señora de Avesnes, Bohain y Guisa. | Casa de Avesnes (1230-1241)         | Segundo condado de Blois (c. 958-1547) |
|         | Juan I de Blois-Châtillon († 1279)               | 1241-1279 (38 años)          | • Conde de Chartres • Conde de Châteaudun • Señor de Avesnes • Señor de Guisa                                                                                              | Hijo de María de Avesnes y del conde Hugo I de Châtillon. Fue conde de Blois, luego de Dunois y Chartres, y señor de Avesnes y Guisa. | Casa de Blois-Châtillon (1241-1397) | Segundo condado de Blois (c. 958-1547) |
|         | Juana de Blois-Châtillon (c.1253-1292)           | 1279-1292 (13 años)          | • Condesa de Chartres • Condesa de Châteaudun • Señora de Guisa | Hija de Juan I de Blois-Châtillon y de Alix de Bretaña, vendió la propiedad de Chartres al rey Felipe IV y murió sin descendencia. Legó el condado de Blois a su primo, Hugo. | Casa de Blois-Châtillon (1241-1397) | Segundo condado de Blois (c. 958-1547) |
|         | Hugo II de Châtillon (1258-1307)                 | 1292-1307 (15 años)          | • Conde de Châteaudun | Nieto de María de Avesnes y del conde Hugo I de Châtillon por su padre Guido III, renunció al condado de Saint-Pol al recibir el condado de Blois en 1292. | Casa de Blois-Châtillon (1241-1397) | Segundo condado de Blois (c. 958-1547) |
|         | Guy I de Blois (o Guido I) (c.1298-1342)         | 1307-1342 (35 años)          | • Conde de Châteaudun • Señor de Fréteval • Señor de Château-Renault | Hijo de Hugo II y Beatriz de Dampierre, participó en el comienzo de la Guerra de los Cien Años que estalló en 1337 junto a su cuñado, el rey Felipe VI. | Casa de Blois-Châtillon (1241-1397) | Segundo condado de Blois (c. 958-1547) |
|         | Luis II de Blois (1320-1346)                     | 1342-1346 (4 años)           | • Conde de Châteaudun • Señor de Fréteval | Hijo de Guido I y de Margarita de Valois, heredó el condado de Blois y Dunois, pero murió en la batalla de Crécy. | Casa de Blois-Châtillon (1241-1397) | Segundo condado de Blois (c. 958-1547) |
|         | Luis III (c. 1338-† 1372)                        | 1346-1372 (26 años)          | • Conde de Châteaudun • Conde de Soissons • Señor de Fréteval | Se convirtió en conde cuando era menor de edad, y su madre se encargó de la regencia de la finca. Murió sin descendencia. Por testamento transmitió los condados de Blois y Avesnes a su hermano Juan. | Casa de Blois-Châtillon (1241-1397) | Segundo condado de Blois (c. 958-1547) |
|         | Juan II de Blois (1340-1381)                     | 1372-1381 (9 años)           | • Conde de Châteaudun • Conde de Soissons • Señor de Fréteval | Hermano del anterior. Murió sin descendencia durante la Guerra de Sucesión de Gueldre. | Casa de Blois-Châtillon (1241-1397) | Segundo condado de Blois (c. 958-1547) |
|         | Guido II de Blois (1346-1397)                    | 1381-1397 (16 años)          | • Conde de Châteaudun • Señor de Fréteval | Heredó las posesiones de Juan II, así como todas las de la familia, a saber, los condados de Blois, Châteaudun, Soissons y Avesnes. En 1360, fue hecho prisionero por los ingleses tras el Tratado de Brétigny, y su liberación le costó el país de Soissons. Se casó en 1374 con su prima María de Namur, con la que tuvo un hijo, Luis III, que murió prematuramente en 1391. Guy cedió entonces sus posesiones al príncipe Luis de Valois a expensas de sus herederos (aunque la familia de Blois-Châtillon tenía una considerable descendencia femenina). Desde 1391 hasta su muerte, quedó señor usufructuario del condado de Blois. | Casa de Blois-Châtillon (1241-1397) | Segundo condado de Blois (c. 958-1547) |
|         | Luis de Valois (1372-1407)                       | 1397-1407 (10 años)          | • Duque de Orleans • Duque de Turena • Conde de Valois • Conde de Soissons • Conde de Angulema • Conde de Vertus                                                           | Segundo hijo del rey Carlos V de Francia, de los Valois, recibió de su hermano la región de Orleans por infantazgo en 1392, luego el condado de Blois a la muerte de Guido II. La elección de la sucesión no fue aleatoria, ya que además de vivir en Orleans, Luis de Valois descendía directamente de la pareja principesca Carlos de Valois y Margarita de Anjou (por línea masculina), al igual que Guido II, de quien eran bisabuelos (a través de su abuela Margarita de Valois), quienes a su vez descendían del conde Teobaldo IV. Por ello, el título de conde de Blois lo ostentaron exclusivamente los descendientes de Teobaldo el Viejo. La transferencia del condado al ducado de Orleans no condujo inmediatamente a su integración en el dominio real. Sobre todo, la ciudad de Blois otorgó a la casa de Valois un castillo, lo que faltaba en Orleans y en un contexto de Guerra de los Cien Años. Por ello, los duques asumieron también el título de conde, hasta la ascensión del rey Enrique II en 1547. Líder del partido partido de los Armagnacs, fue asesinado por orden del duque de Borgoña, Juan I. | Casa de Valois (1397-1547)          | Segundo condado de Blois (c. 958-1547) |
|         | Carlos I de Orleans (1394-1465)                  | 1407-1415 (8 años)           | • Duque de Orleans • Conde de Valois • Conde de Soissons | Hijo del anterior. Después de la batalla de Azincourt en 1415, fue hecho prisionero en Inglaterra hasta 1439. | Casa de Valois (1397-1547)          | Segundo condado de Blois (c. 958-1547) |
|         | Juan de Dunois (1402-1468)                       | 1415-1439 (24 años)          | | Hermano del anterior, del que recuperó el cargo durante su ausencia. A varias ocasiones protegió la ciudad de Blois de las invasiones inglesas. En 1429, se hizo compañero de armas con Juana de Arco y la ayudó en reconquistar Orleans. | Casa de Valois (1397-1547)          | Segundo condado de Blois (c. 958-1547) |
|         | Carlos I de Orleans (1394-1465)                  | 1439-1465 (26 años)          | • Duque de Orleans • Conde de Valois • Conde de Soissons | A su regreso de Inglaterra, se casa con María de Clèves, se instala en Blois y luego en Tours para negociar la tregua que puso fin a la Guerra de los Cien Años en 1444. | Casa de Valois (1397-1547)          | Segundo condado de Blois (c. 958-1547) |
|         | Luis V, luego Luis XII de Francia (1462-1515)    | 1465-1514 (49 años)          | • Duque de Orleans • Conde de Valois • Rey de Francia (des. 1498) • Duque de Milano (1499-1512)                                                                            | Hijo del anterior, nacido en el castillo de Blois. Sucedió al rey Carlos VIII, muerto accidentalmente en Amboise en 1498, y adoptó el nombre de Luis XII de Francia: el ducado de Orleans fue devuelto a la Corona y el nuevo rey instaló su corte en Blois. Tras la muerte de la reina Ana de Bretaña, acabó cediendo sus derechos directos sobre el condado a su hija, Claudia. | Casa de Valois (1397-1547)          | Segundo condado de Blois (c. 958-1547) |
|         | Claudia (1499-1524)                              | 1514-1524 (10 años)          | • Duquesa de Bretaña • Reina de Francia (desde 1515) | Hija del primero y esposa del rey Francisco I, que sucedió a su padre, tenía poco interés por la política. | Casa de Valois (1397-1547)          | Segundo condado de Blois (c. 958-1547) |
|         | Enrique, luego Enrique II de Francia (1519-1559) | 1524-1547 (23 años)          | • Duque de Orleans • Duque de Bretaña (1536-1547) • Rey de Francia (después de 1547)                                                                                       | Nombrado duque de Orleans al nacer, heredó el condado de Blois a la muerte de su madre, la reina Claudia. Al igual que su madre y su hermano mayor se crio en el castillo de Blois. Cuando fue coronado en 1547, el condado de Blois y el ducado de Bretaña se integraron en el dominio de la Corona de Francia. | Casa de Valois (1397-1547)          | Segundo condado de Blois (c. 958-1547) |
| ———     |                                                  |                              | | |                                     |                                        |
|         | Gastón de Orleans (1608-1660)                    | 1626-1660 (34 años)          | • Duque de Orleans • Duque de Valois • Duque de Anjou • Duque de Chartres • Señor de Montargis                                                                             | El 6 de agosto de 1626, en Nantes, tras una conspiración fallida, el príncipe Gastón, segundo hijo del rey Enrique IV, aceptó a regañadientes casarse en 1626 con la rica María de Borbón, duquesa de Montpensier que le imponía el cardenal Richelieu. Recibió entonces por infantazgo los ducados de Orleans y Chartres, además del condado de Blois. Se casó después, en segundas nupcias, con Margarita de Lorena. A la muerte de Gastón de Francia, su apanato de Orleans revirtió a la Corona. Luis XIV decidió dárselo a su hermano menor Felipe con la notoria excepción de Blois (y, por tanto, indirectamente el palacio de Chambord) y el Languedoc. El condado se puso a la terratenencia real permanentemente. | Segunda creación (1626-1660)        | Segunda creación (1626-1660)           |